# Strömstad (stad)
Strömstad is de hoofdstad van de gemeente Strömstad in het landschap Bohuslän en de provincie Västra Götalands län in Zweden. De plaats heeft 6110 inwoners (2005) en een oppervlakte van 328 hectare.

## Verkeer en vervoer
Bij de plaats lopen de E6 en Länsväg 176. Ook loopt er nabij de Länsväg 164
Er is een bootverbinding vanuit Strömstad met de Color Line naar Sandefjord in Noorwegen.
Er is een spoorlijn van Strömstad naar Skee en verder als Bohusbanan naar Göteborg.

## Geboren
- Bo Gustafsson (1954), snelwandelaar
- Sven Andersson (1963), voetballer